# شهرستان دور
شهرستان دور (به عربی: قضاء الدور) یک شهرستان و منطقهٔ مسکونی در عراق است که در استان صلاح‌الدین واقع شده‌است.